# Krummbachsattel
Der Krummbachsattel (1333 m ü. A.) ist eine Passhöhe in Niederösterreich.
Der Krummbachsattel verbindet Puchberg am Schneeberg mit dem Höllental (Wasserofen bei Kaiserbrunn) und trennt zugleich den Krummbachstein (1602 m ü. A.) vom Schneeberg.
Über den Krummbachsattel führen bei Wanderern beliebte Routen, so ein Aufstieg auf den Schneeberg über den Waxriegel und die Schneebergbahn-Gipfelstation, der Südliche Grafensteig als Höhenweg südlich des Schneeberggipfels sowie der Anstieg über die Alpenfreundehütte auf den Krummbachstein.